# Гао Гуаньу
Га́о Гуаньу́ (1892 — 1957; кит. упр. 高冠吾, пиньинь Gāo Guānwú) — военный и политический деятель в довоенной Китайской республике. Он занимал ряд важных постов как в реформированном правительстве Центрального и Южного Китая, так и при режиме Ван Цзинвэя. Его вторым именем было (кит. 愈).

## Биография
Родился в уезде Чунмин провинции Цзянсу. После окончания военной академии Баодина работал журналистом газеты «Миньцюань бао» (кит. 民權 報). Позже вернулся на военную службу и занимал должности начальника штаба Гуанчжоуской речной охраны, начальника авиационного бюро провинции Гуандун, начальника военного штаба губернатора Гуйчжоу. Кроме того, был назначен вице-командующим 10-й армией Национально-революционной армии под командованием Ван Тяньпэя. Во время Северного похода служил командиром гарнизона Национально-революционной армии в Сюйчжоу.
В марте 1938 года вошёл в состав коллаборационистского реформированное правительство Центрального и Южного Китая, где занимал должности заместителя министра безопасности и начальника городского управления Нанкина. Позднее город Нанкин получил статус «особого города», а Гао Гуаньу назначен мэром.
После создания Реорганизованного национального правительства Китая во главе с Ван Цзинвэем, Гао Гуаньу продолжал исполнять обязанности мэра особого города Нанкина. Был также назначен членом Центрального политического комитета, где работал четыре срока. В июне 1940 года стал председателем правительства провинции Цзянсу. В январе 1943 года стал губернатором провинции Аньхой. В конце 1943 года был назначен губернатором провинции Цзянси.
После капитуляции Японии и распада Реорганизованного национального правительства Китая Гао Гуаньу бежал, чтобы избежать ареста. Его дальнейшая судьба неизвестна, однако, скончался он в провинции Шаньдун в 1957 году.